# لورا ماكولا
لورا ماكولا (بالإنجليزية: Laura McCullough)‏ (1960، جيرسي سيتي في الولايات المتحدة)؛ كاتِبة وشاعرة أمريكية.